# Неортодоксальная композиция
Неортодокса́льная компози́ция (англ. heterodox composition) — область шахматной композиции, в которой задание противоречит целям обычных шахмат. Включает две группы задач со следующими условиями:
а) кооперативный мат (англ. helpmate)
б) обратный мат (англ. selfmate)